# Diócesis de Pinheiro
La diócesis de Pinheiro (en latín: Dioecesis Pinerensis y en portugués: Diocese de Pinheiro) es una circunscripción eclesiástica de la Iglesia católica en Brasil. Se trata de una diócesis latina, sufragánea de la arquidiócesis de São Luís do Maranhão. Desde el 17 de octubre de 2012 su obispo es Elio Rama, de los Misioneros de la Consolata.

## Territorio y organización
La diócesis tiene 21 360 km² y extiende su jurisdicción sobre los fieles católicos de rito latino residentes en la parte septentrional del estado de Maranhão. 
La sede de la diócesis se encuentra en la ciudad de Pinheiro, en donde se halla la Catedral de San Ignacio de Loyola.
En 2021 en la diócesis existían 25 parroquias.

## Historia
La prelatura territorial de Pinheiro fue erigida el 22 de julio de 1939 con la bula Ad maius Christifidelium del papa Pío XII, obteniendo el territorio de la arquidiócesis de São Luís do Maranhão y la prelatura territorial de São José do Grajaú (hoy diócesis de Grajaú).
El 24 de febrero de 1958, en virtud del decreto Concrediti gregis de la Congregación Consistorial, fue ampliada, extendiendo su jurisdicción a los municipios de São Bento y Peri Mirim, que hasta entonces pertenecían a la arquidiócesis de São Luís do Maranhão.
El 16 de octubre de 1961 cedió una parte de su territorio para la erección de la prelatura territorial de Cândido Mendes (hoy diócesis de Zé Doca) mediante la bula Quod Christus Iesus del papa Juan XXIII.
El 16 de octubre de 1979 la prelatura territorial fue elevada a diócesis con la bula Cum praelaturae del papa Juan Pablo II.
El 20 de febrero de 1997 se expandió, adquiriendo el territorio del municipio de Turiaçu, que pertenecía a la diócesis de Zé Doca.

## Estadísticas
Según el Anuario Pontificio 2022 la diócesis tenía a fines de 2021 un total de 324 280 fieles bautizados.
| Año                                                                             | Población            | Población | Población      | Sacerdotes | Sacerdotes    | Sacerdotes    | Bautizados por sacerdote | Diáconos permanentes | Religiosos | Religiosos | Parroquias |
| Año                                                                             | Bautizados católicos | Total     | % de católicos | Total      | Clero secular | Clero regular | Bautizados por sacerdote | Diáconos permanentes | Varones    | Mujeres    | Parroquias |
| ------------------------------------------------------------------------------- | -------------------- | --------- | -------------- | ---------- | ------------- | ------------- | ------------------------ | -------------------- | ---------- | ---------- | ---------- |
| 1950                                                                            | 140 000              | 140 936   | 99.3           | 11         | 1             | 10            | 12 727                   |                      | 13         |            | 8          |
| 1966                                                                            | 250 000              | 263 949   | 94.7           | 35         | 20            | 15            | 7142                     |                      | 17         | 49         | 9          |
| 1970                                                                            | 250 000              | 300 000   | 83.3           | 30         | 17            | 13            | 8333                     |                      | 16         | 40         | 10         |
| 1976                                                                            | 200 000              | 270 000   | 74.1           | 26         | 17            | 9             | 7692                     |                      | 12         | 27         | 12         |
| 1980                                                                            | 219 000              | 258 000   | 84.9           | 22         | 14            | 8             | 9954                     |                      | 13         | 29         | 13         |
| 1990                                                                            | 293 000              | 343 000   | 85.4           | 23         | 14            | 9             | 12 739                   |                      | 11         | 48         | 12         |
| 1999                                                                            | 349 987              | 422 757   | 82.8           | 26         | 20            | 6             | 13 461                   |                      | 8          | 49         | 16         |
| 2000                                                                            | 341 405              | 426 757   | 80.0           | 26         | 21            | 5             | 13 130                   |                      | 7          | 49         | 17         |
| 2001                                                                            | 344 819              | 431 024   | 80.0           | 25         | 20            | 5             | 13 792                   |                      | 7          | 46         | 17         |
| 2002                                                                            | 344 819              | 431 024   | 80.0           | 28         | 21            | 7             | 12 314                   |                      | 9          | 41         | 16         |
| 2003                                                                            | 348 192              | 435 240   | 80.0           | 29         | 23            | 6             | 12 006                   |                      | 8          | 39         | 16         |
| 2004                                                                            | 348 192              | 435 240   | 80.0           | 31         | 24            | 7             | 11 232                   |                      | 9          | 43         | 16         |
| 2013                                                                            | 273 000              | 475 000   | 57.5           | 55         | 47            | 8             | 4963                     |                      | 9          | 30         | 18         |
| 2016                                                                            | 279 000              | 486 000   | 57.4           | 32         | 25            | 7             | 8718                     | 4                    | 8          | 30         | 22         |
| 2019                                                                            | 319 214              | 497 000   | 64.2           | 41         | 34            | 7             | 7785                     | 5                    | 7          | 37         | 25         |
| 2021                                                                            | 324 280              | 501 845   | 64.6           | 42         | 35            | 7             | 7720                     |                      | 7          | 28         | 25         |
| Fuente: Catholic-Hierarchy, que a su vez toma los datos del Anuario Pontificio. |                      |           |                |            |               |               |                          |                      |            |            |            |

## Episcopologio
- Carlos Carmelo de Vasconcelos Motta † (1940-1944 renunció) (administrador apostólico)

- José Maria Lemerder † (1944-1946 falleció)
- Afonso Maria Ungarelli, M.S.C. † (13 de noviembre de 1948-1 de marzo de 1975 retirado)
- Carmelo Cassati, M.S.C. † (17 de junio de 1975-12 de febrero de 1979 nombrado obispo de Tricarico)
- Ricardo Pedro Paglia, M.S.C. (3 de julio de 1979-17 de octubre de 2012 retirado)
- Elio Rama, I.M.C., desde el 17 de octubre de 2012